# Советско-финские войны
В период с 1918 по 1944 год произошло четыре вооружённых конфликта между РСФСР (затем — СССР) и Финляндией:
- Советско-финский вооружённый конфликт (1918—1920) — боевые действия между белофинскими войсками и частями РККА на территории Советской России с марта 1918 по октябрь 1920 г. Вначале велись неофициально. Уже с марта 1918 года, в ходе Гражданской войны в Финляндии, белофинские войска, преследуя противника (финских «красных»), пересекали российско-финляндскую границу и в ряде мест выходили в Восточную Карелию (см. Северокарельское государство). При этом, осуществляемые боевые действия не всегда носили характер партизанских (см. Олонецкий поход, Олонецкое правительство). Официально война с Российской Социалистической Федеративной Советской Республикой была объявлена демократическим правительством Финляндии 15 мая 1918 года[1] после разгрома Финляндской Социалистической Рабочей Республики. Советско-финский вооружённый конфликт (1918—1920) явился частью Гражданской войны в России и Иностранной военной интервенции на севере России. Завершился 14 октября 1920 года подписанием Тартуского мирного договора между РСФСР и Финляндией.
- Карельское восстание (1921—1922)
  - началось: 6 ноября 1921 года вторжением финских добровольческих соединений в РСФСР на территорию Карелии. Война не объявлялась.
  - завершилось: 21 марта 1922 года подписанием в Москве Соглашения между правительствами РСФСР и Финляндии о принятии мер по обеспечению неприкосновенности советско-финляндской границы.
- Советско-финляндская война (1939—1940)
  - началась: 30 ноября 1939 года, как говорилось в официальном сообщении, «по приказу Главного Командования Красной Армии, ввиду новых вооружённых провокаций со стороны финской военщины, войска Ленинградского военного округа в 8 часов утра 30 ноября перешли границу Финляндии на Карельском перешейке и в ряде других районов»[2].
  - завершилась: 13 марта 1940 года подписанием за день до этого Московского мирного договора между Финляндией и СССР.
- Советско-финская война (1941—1944) — военные действия между финскими и советскими войсками в Карелии в рамках Второй мировой и Великой Отечественной войны
  - началась: 22 июня 1941 года с занятия финскими войсками демилитаризованной зоны Аландских островов (см. раздел Начало войны).
  - завершилась: фактически — 19 сентября 1944 года подписанием Соглашения о перемирии, формально — Парижским мирным договором от 1947 года.